# Grigorij Ordzjonikidze

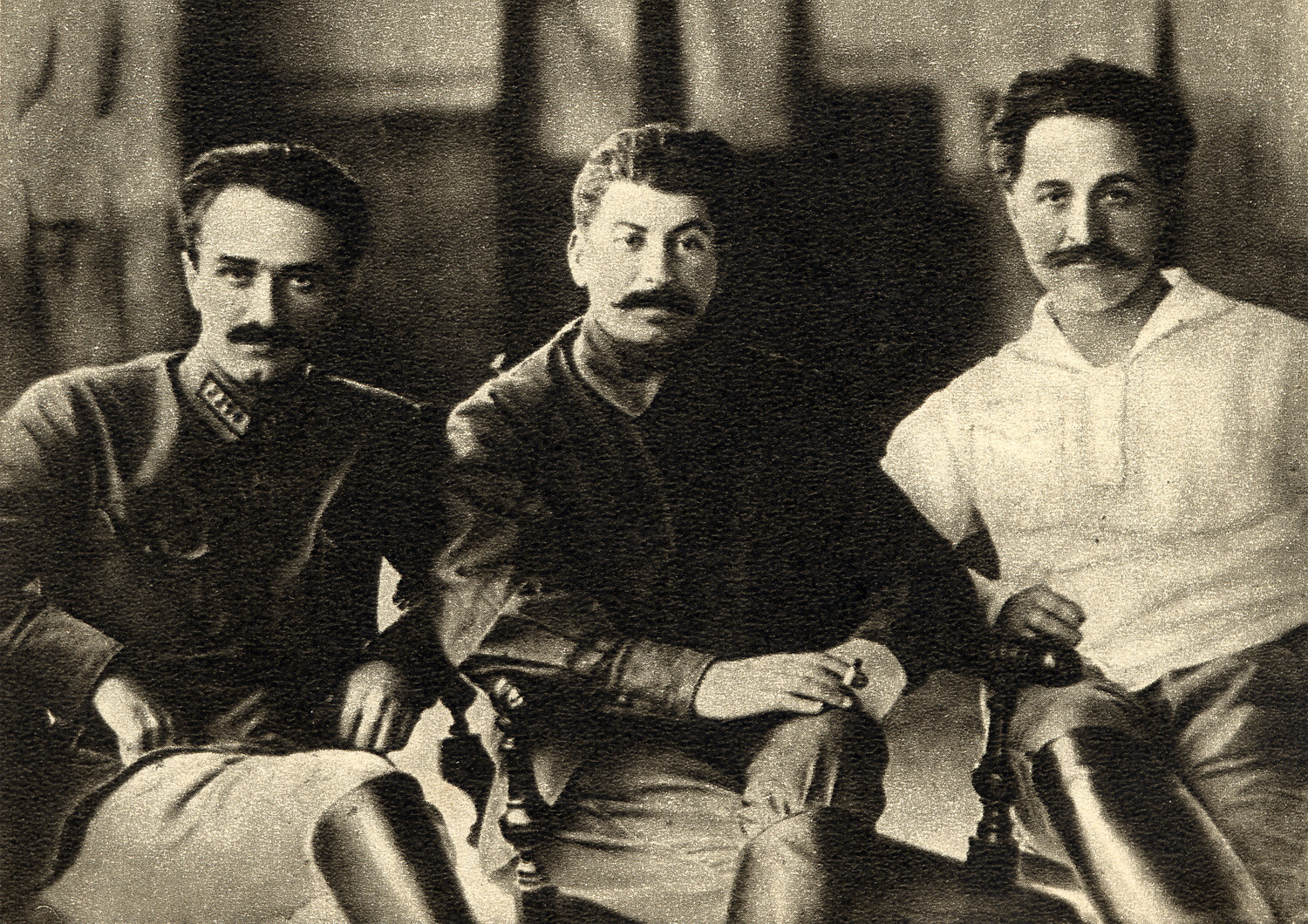
Ordzjonikidze till höger tillsammans med Anastas Mikojan (vänster) och Josef Stalin (mitten), 1925.

Grigorij Konstantinovitj Ordzjonikidze (ryska: Григорий Константинович Орджоникидзе; georgiska: გრიგოლ (სერგო) კონსტანტინეს ძე ორჯონიკიძე: Grigol (Sergo) Konstantines dze Ordzjonikidze), född 24 oktober (12 enligt g.s.) 1886 i byn Goresja i Charagauli i guvernementet Kutaisi i Ryska imperiet, död 18 februari 1937 i Moskva (självmord), var en framstående sovjetisk statsman och politiker samt revolutionär.
Han var son till en adelsman. Ordzjonikidze studerade i Tbilisi på en fältskärskola. År 1903 blev han medlem i RSDRP (det ryska socialdemokratiska arbetarpartiet). Ordzjonikidze var bolsjevik och var känd under sitt partismeknamn Sergo Ordzjonikidze. Han deltog aktivt i 1905–1907 års revolution i Kaukasusområdet och studerade i Lenins partiskola i Lonjumeau i Frankrike. Han valdes 1912 till medlem i den ryska bolsjevikiska byråns centralkommitté, satt 1912–1913 i arbetsläger och blev sedan deporterad. Efter återkomsten från deporteringen blev han medlem i RSDRP:s bolsjevikiska Petersburgskommitté och verkställande kommittén vid Petersburgs sovjet. Han deltog aktivt i oktoberrevolutionen 1917. Under inbördeskriget befann han sig på en ledande post inom armén och var en av de som organiserade segern mot Denikins trupper.
Ordzjonikidze räknas som en av grundarna av den sovjetiska statens deporteringspolitik; på hans initiativ fattades i maj 1918 ett beslut om deportering av kazaker i Sunzjensklinjen samt överlämnandet av dessa områden till ingusjerna.
Ordzjonikidze bistod med direkt hjälp vid störtandet av regeringarna i Azerbajdzjan, Armenien och Georgien. Efter maktkampen i partiet var han en tid en av Stalins främsta förtrogna, men gled ifrån honom 1930. 
Efter att Stalin avrättat en av Ordzjonikidzes bröder i den stora utrensningen begick Ordzjonikidze eventuellt självmord genom att skjuta sig. Chrustjov yttrade bla i sitt hemliga tal 1956: ”Beria behandlade också kamrat Ordzjonikidzes familj grymt .., I stället för att undersöka saken och vidta lämpliga åtgärder tillät Stalin likvideringen av Ordzjonikidzes bror och drev Ordzjonikidze själv in i en situation där denne blev tvungen att skjuta sig”.  Det vill säga framtvingat självmordsförsök alternativt mord. Av de fyra läkarna som skrev under dödsattesten uppges Kaminskij ha varit mycket ovillig att skriva under. Han sköts senare samma år. Chodorovskij betecknades som konspiratör under Bucharinrättegången och blev senare skjuten. Även Levin blev skjuten. 
Därutöver att de flesta av Ordzjonikidzes underlydande och ett antal av hans släktingar antingen avrättades eller försvann. Städer som uppkallats efter honom bytte namn.